# مارهای خانگی آفریقایی
مارهای خانگی آفریقایی (نام علمی: Lamprophis) نام یک سرده از تیره خانگی‌ماران است.